# Guerra Polaco-Russa de 1792
A Guerra Polaco-Russa de 1792 (também, Guerra da Segunda Partição,  e em fontes polonesas, Guerra em Defesa da Constituição; em polonês/polaco:  Wojna w obronie Konstytucji 3 maja) foi travada entre a Comunidade Polaco-Lituana, a Confederação Targowica (nobreza conservadora da Comunidade que se opôs à nova Constituição de 3 de maio de 1791) e o Império Russo sob Catarina, a Grande.
A guerra ocorreu em dois teatros: um ao norte, na Lituânia, e um ao sul, onde hoje é a Ucrânia. Em ambos, as forças polonesas recuaram diante das forças russas numericamente superiores, embora tenham oferecido significativamente mais resistência no sul, graças à liderança efetiva dos comandantes poloneses, príncipe Józef Poniatowski e Tadeusz Kościuszko. Durante a luta de três meses, várias batalhas foram travadas, mas nenhum lado obteve uma vitória decisiva.  O maior sucesso das forças polonesas foi a derrota de uma das formações russas na Batalha de Zieleńce em 18 de junho; após a batalha, a mais alta condecoração militar polonesa, Virtuti Militari, foi estabelecida. O maior sucesso dos russos nesta guerra foi a Batalha de Mir em 11 de junho (O.S. 31 de maio). A guerra terminou quando o rei polonês Estanislau II Augusto decidiu buscar uma solução diplomática, pediu um cessar-fogo com os russos e se juntou à Confederação Targowica, conforme exigido pelo Império Russo. 

## Background

### Declínio da Comunidade
No início do século XVIII, os magnatas da Polónia e da Lituânia controlavam o Estado - ou melhor, conseguiram garantir que não seriam realizadas reformas que pudessem enfraquecer o seu estatuto privilegiado (as "Liberdades Douradas"). Através do abuso da regra de veto liberum, que permitia a qualquer deputado paralisar os procedimentos do Sejm (parlamento), os deputados subornados por magnatas ou potências estrangeiras ou aqueles simplesmente contentes em acreditar que viviam numa "Idade de Ouro" sem precedentes, paralisaram o governo da Comunidade por mais de um século. Comunidade Polaco-Lituana
A ideia de reformar a Comunidade ganhou força a partir de meados do século XVII; foi, no entanto, vista com suspeita não só pelos seus magnatas, mas também pelos países vizinhos, que se tinham contentado com a deterioração da Comunidade e abominavam a ideia de um poder ressurgente e democrático nas suas fronteiras. Com o Exército da Comunidade reduzido para cerca de 16.000, foi fácil para os seus vizinhos intervir diretamente (o Exército Imperial Russo contava com 300.000 soldados no total; o Exército Prussiano e o Exército Imperial do Sacro Império Romano-Germânico, 200.000 cada).

### Tentativas de reforma
Uma grande oportunidade para reforma apresentou-se durante o "Grande Sejm" de 1788-92. Os vizinhos da Polónia estavam preocupados com as guerras e incapazes de intervir pela força nos assuntos polacos. O Império Russo e o Arquiducado da Áustria estiveram envolvidos em hostilidades com o Império Otomano (a Guerra Russo-Turca, 1787–1792 e a Guerra Austro-Turca, 1787–1791); os russos também lutaram simultaneamente na Guerra Russo-Sueca, 1788–1790. Uma nova aliança entre a Comunidade Polaco-Lituana e a Prússia pareceu fornecer segurança contra a intervenção russa, e em 3 de maio de 1791 a nova constituição foi lida e adotada com apoio popular esmagador..
Com o fim das guerras entre a Turquia e a Rússia e a Suécia e a Rússia, a czarina Catarina ficou furiosa com a adoção do documento, que ela acreditava ameaçar a influência russa na Polónia.  A Rússia via a Polónia como um protetorado de facto. "As piores notícias possíveis chegaram de Varsóvia: o rei polaco tornou-se quase soberano" foi a reacção de um dos principais autores da política externa da Rússia, Alexander Bezborodko, quando tomou conhecimento da nova constituição. O Reino da Prússia também se opôs fortemente à nova constituição polaca, e os diplomatas polacos receberam uma nota de que a nova constituição mudou tanto o estado polaco que a Prússia não considerou as suas obrigações vinculativas. Tal como a Rússia, a Prússia estava preocupada que o recém-fortalecido Estado polaco pudesse tornar-se uma ameaça e o Ministro dos Negócios Estrangeiros prussiano, Friedrich Wilhelm von Schulenburg-Kehnert, disse claramente e com rara franqueza aos polacos que a Prússia não apoiava a constituição e se recusava a ajudar a Comunidade. sob qualquer forma, mesmo como mediador, pois não era do interesse da Prússia ver a Comunidade fortalecida para que pudesse ameaçar a Prússia no futuro. O estadista prussiano Ewald Friedrich von Hertzberg expressou os temores dos conservadores europeus: "Os poloneses deram o golpe de misericórdia à monarquia prussiana ao votar uma constituição", elaborando que uma Comunidade forte provavelmente exigiria a devolução das terras que a Prússia adquiriu no Primeira Partição.
A Constituição também não foi adotada sem dissidência na própria Comunidade. Os magnatas que se opuseram ao projecto de constituição desde o início, nomeadamente Franciszek Ksawery Branicki, Stanisław Szczęsny Potocki, Seweryn Rzewuski, Szymon e Józef Kossakowski, pediram à czarina Catarina que interviesse e restaurasse os seus privilégios, como as Leis Cardeais garantidas pela Rússia e abolidas sob o novo estatuto. Para esse fim, esses magnatas formaram a Confederação Targowica. A proclamação da Confederação, preparada em São Petersburgo em janeiro de 1792, criticava a constituição por contribuir, nas suas próprias palavras, para o "contágio de ideias democráticas", seguindo "os exemplos fatais dados em Paris". Afirmou que "O parlamento ... violou todas as leis fundamentais, varreu todas as liberdades da pequena nobreza e no dia 3 de maio de 1791 transformou-se numa revolução e numa conspiração."  Os confederados declararam a intenção de superar esta revolução. “Não podemos fazer nada senão recorrer com confiança à czarina Catarina, uma imperatriz distinta e justa, nossa vizinha amiga e aliada”, que “respeita a necessidade de bem-estar da nação e sempre lhe oferece uma mão amiga”, escreveram. Os confederados alinharam-se com a czarina Catarina e pediram-lhe uma intervenção militar. Em 18 de maio de 1792, o embaixador russo na Polónia, Yakov Bulgakov, entregou uma declaração de guerra ao ministro dos Negócios Estrangeiros polaco, Joachim Chreptowicz. Os exércitos russos entraram na Polónia e na Lituânia no mesmo dia, iniciando a guerra.

## Forças

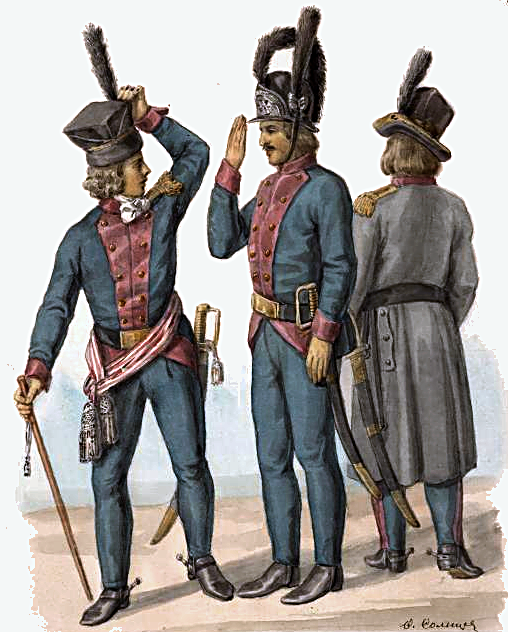
Soldados do 3º Regimento de Infantaria da Lituânia em 1792

O exército russo contava com quase 98.000. Foi comandado pelos generais-chefes Mikhail Krechetnikov e Mikhail Kakhovsky. Os russos também tinham uma vantagem na experiência de combate. O plano russo previa que Kakhovsky avançasse através da Ucrânia, tomando Kamieniec Podolski, Chełm e Lublin, e se aproximasse da capital polaca, Varsóvia, pelo sul.  Krechetnikov deveria avançar através de Minsk, Wilno, Brześć Litewski e Białystok, e aproximar-se de Varsóvia pelo norte, onde se ligaria a Kakhovsky. Considerando que os russos tinham uma boa rede de inteligência na Polónia e estavam, na sua maioria, conscientes da distribuição e da força do exército polaco; os poloneses tinham muito menos inteligência, recebendo relatórios contraditórios e muitas vezes errôneos, e não tinham certeza se a guerra começaria até o ponto em que as tropas russas cruzassem a fronteira.
Estanislau II Augusto, rei da Comunidade Polaco-Lituana, era o comandante-chefe das forças polacas, mas na prática delegou esta posição ao seu sobrinho, o príncipe Józef Poniatowski. Poniatowski tinha, em teoria, à sua disposição um exército da Coroa de 48.000 homens e o exército lituano com mais de metade desse tamanho para os confrontar. Na prática, as forças polacas, ainda em formação após as reformas da Constituição de 3 de Maio (que especificou um tamanho de exército de 100.000), somavam apenas 37.000. O exército estava a reorganizar-se, tendo sido aprovados documentos importantes sobre o número e a composição das unidades apenas em Abril; também faltava equipamento e pessoal experiente.
No canto sudeste do país – as terras ucranianas – as forças polacas concentraram-se inicialmente separadamente em três regiões da frente esperada, sob o comando de Tadeusz Kościuszko, Michał Wielhorski e do próprio Príncipe Poniatowski. O exército da Coroa polonesa na Ucrânia, liderado pelo príncipe Poniatowski e apoiado por Kościuszko, tinha cerca de 17.000, 21.000 ou 24.000 homens (Derdej distingue entre a força primária de 17.000 e a divisão de reserva do príncipe Michał Lubomirski, de 4.500). No teatro de guerra do sudeste, eles enfrentaram um exército inimigo quase quatro vezes maior sob o comando do general Mikhail Kakhovsky, que tinha cerca de 64.000 homens sob seu comando. As forças de Kakhovsky foram divididas em quatro corpos: 1º, 18.000 homens, sob o comando do General Mikhail Golenishchev-Kutuzov, 2º, sob o comando do General Ivan Dunin, 3º, sob o comando do General Wilhelm Derfelden, e 4º, sob o comando do General Andrei Levanidov.  Os Confederados Targowica não representavam nenhuma força real; e as suas tentativas de reunir o apoio popular na Polónia ao cruzar as fronteiras falharam miseravelmente, com apenas algumas dezenas de pessoas a aderirem inicialmente; mais tarde, o número aumentaria, mas não significativamente, e até mesmo os russos os viam como não tendo qualquer valor militar, mantendo-os longe da linha de frente.
Na Lituânia, o Exército Lituano da Comunidade contava com cerca de 15.000 homens, com um destacamento adicional da Coroa de cerca de 3.000. Eles foram comandados pelo duque Luís de Württemberg. Württemberg não fez planos para a guerra e as tropas não estavam preparadas para a ação quando a guerra começou. O exército russo naquele teatro sob o comando do general Mikhail Krechetnikov tinha 33.700  ou 38.000 homens. O exército russo também foi dividido em quatro corpos: 1º sob o comando de um dos líderes confederados de Targowica, Szymon Kossakowski, 7.300 homens, 2º sob o comando do general Boris Mellin, 7.000 homens, 3º sob o comando do general Yuri Dolgorukov, 15.400 homens, e 4º sob o comando do general Ivan Fersen, 8.300 homens.
Forças polacas adicionais, cerca de 8.000 homens, concentrar-se-iam em Varsóvia sob o comando do rei Poniatowski como reserva.
Tadeusz Kościuszko propôs um plano onde todo o exército polaco estaria concentrado e enfrentaria um dos exércitos russos, para assegurar a paridade numérica e para aumentar o moral das forças polacas, na sua maioria inexperientes, com uma vitória rápida; este plano foi, no entanto, rejeitado pelo Príncipe Poniatowski. (Apenas alguns meses antes, porém, ambos os comandantes tiveram a ideia oposta – Poniatowski queria que as tropas se concentrassem e Kościuszko, dispersasse). Poniatowski também planejou evitar compromissos sérios na primeira fase da guerra, na esperança de receber os esperados reforços prussianos de 30.000, o que traria paridade aos dois lados.

## Guerra

### Teatro do sul
As primeiras forças russas cruzaram a fronteira na Ucrânia na noite de 18/19 de maio de 1792. Os russos naquele teatro encontrariam significativamente mais resistência do que esperavam, já que os principais comandantes da Comunidade, o príncipe Poniatowski e Kościuszko, estavam estacionados lá. Kościuszko juntou-se ao Príncipe Poniatowski perto de Janów em 29 de maio. O Exército da Coroa foi considerado fraco demais para se opor às quatro colunas de exércitos inimigos que avançavam para o oeste da Ucrânia e iniciou uma retirada de combate para o lado ocidental do rio Bug Meridional, em direção a Lubar e Połonne, com Kośiuszko comandando a retaguarda. Poniatowski, face à significativa inferioridade numérica das suas forças, e prometido reforços pelo rei Poniatowski, decidiu abandonar a Ucrânia e mudar-se para Volhynia, onde Połonne seria fortificada como um importante ponto defensivo, e onde Lubomirski foi encarregado de reunir suprimentos.

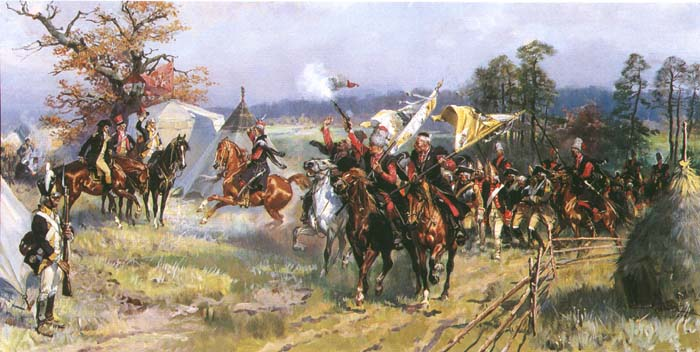
Após a Batalha de Zieleńce, por Wojciech Kossak

Em 14 de junho, a unidade de Wielhorski foi derrotada na Batalha de Boruszkowce. Em 17 de junho, Poniatowski finalmente recebeu os reforços esperados, cerca de 2.000 soldados liderados por Michał Lubomirski. No dia seguinte, os poloneses, liderados pelo príncipe Poniatowski, derrotaram uma das formações russas do general Irakly Morkov na Batalha de Zieleńce em 18 de junho. A vitória foi celebrada pelo rei Poniatowski, que enviou as novas medalhas Virtuti Militari para os líderes e soldados da campanha, como "a primeira desde João III Sobieski".
As forças russas, porém, continuaram avançando. Sob o comando de Józef Poniatowski, o exército polaco recuou em boa ordem, cedendo ao inimigo mais poderoso conforme necessário para evitar a aniquilação. No início de julho, perto de Dubno, o príncipe Poniatowski e Kościuszko foram traídos por Michał Lubomirski, que foi encarregado pelo rei Poniatowski de reabastecer as tropas; em vez disso, Lubomirski juntou-se ao lado russo e escondeu os suprimentos para o exército polonês ou os passou diretamente para os russos. Lubomirski, no entanto, era um magnata poderoso e demorou até o final de maio para que o rei o destituísse oficialmente de seu comando. Cerca de um mês após a invasão russa, a maior parte dos polacos tinha recuado da Ucrânia. Em 7 de julho, as forças de Kościuszko travaram uma batalha retardada com os russos em Volodymyr-Volynskyi (Batalha de Włodzimierz). Enquanto isso, o exército de Poniatowski recuou para o rio Bug, onde as unidades de Kościuszko em 18 de julho travaram a Batalha de Dubienka, que foi um empasse. Com cerca de 5.300 soldados, Kościuszko derrotou o ataque de 25.000 russos sob o comando do general Mikhail Kakhovsky. Kośicuszko teve então que recuar de Dubienka, quando os russos começaram a flanquear as suas posições cruzando a fronteira austríaca próxima. Embora os poloneses tivessem que recuar da linha do rio Bug, eles não foram derrotados até agora, e eram esperadas uma batalha decisiva ou batalhas em locais mais favoráveis, perto de Varsóvia.

### Teatro do norte
No Grão-Ducado da Lituânia, os russos cruzaram a fronteira da Comunidade quatro dias depois do que no sul, em 22 de maio. O aliado da Polónia, o Reino da Prússia, quebrou a sua aliança com a Polónia e o comandante prussiano do exército lituano, Duque de Württemberg, traiu a causa polaco-lituana ao recusar-se a lutar contra os russos. Ele nunca chegou à linha de frente, fingiu estar doente em Wołczyn e emitiu ordens contraditórias às suas tropas.
Assim, o Exército da Lituânia fez pouco para se opor ao avanço dos russos e continuou a retirar-se antes do seu avanço. Minsk foi abandonada, após algumas escaramuças, em 31 de maio. Somente após uma mudança de comandante em 4 de junho é que o Exército, agora sob o comando do general Józef Judycki, tentou resistir e lutar contra os russos. Os russos, entretanto, derrotaram Judycki na Batalha de Mir em 11 de junho e continuaram avançando através do Grão-Ducado. O exército da Comunidade recuou em direção a Grodno. Em 14 de junho, os russos tomaram Wilno, após apenas uma pequena escaramuça com a guarnição local; em 19 de junho, defendeu Nieśwież de forma incompetente; e em 20 de junho, Kaunas, desta vez sem qualquer oposição.  Judycki foi substituído por Michał Zabiełło em 23 de junho. No entanto, desde Mir, não ocorreram combates decisivos no teatro norte, pois o exército polaco retirou-se em relativa ordem em direção a Varsóvia, após uma pequena derrota em Zelva, eventualmente assumindo posições defensivas ao longo do rio Bug, perto de Brest. Os russos tomaram Grodno em 5 de julho e Białystok em 17 de julho. Em 23 de julho, os russos tomaram Brest, derrotando a guarnição local, mas em 24 foram derrotados perto de Krzemień-Wieś; esta última batalha foi a primeira vitória significativa da Comunidade na frente norte.

### Fim da guerra
Enquanto o Príncipe Poniatowski e Kościuszko consideravam o resultado da guerra ainda em aberto e planejavam usar as forças combinadas polaco-lituanas para derrotar as forças russas ainda separadas, o Rei Poniatowski, com o consentimento dos Guardiões das Leis (gabinete de ministros) decidiram pedir um cessar-fogo. A czarina Catarina exigiu que o rei Poniatowski se juntasse à facção aristocrática pró-russa, a Confederação Targowica; com a divisão do seu gabinete, ele cedeu à exigência dela por volta de 22-23 de julho, o que efetivamente forçou o príncipe Poniatowski a encerrar a resistência militar. O último confronto militar da guerra foi travado em 26 de julho em Markuszów, na província de Lublin, onde um ataque inimigo foi repelido pela cavalaria polonesa liderada por Poniatowski.
Na altura em que o rei Poniatowski decidiu pedir a paz, o exército polaco ainda estava em boas condições de combate, não tendo sofrido nenhuma grande derrota nem falta de abastecimentos. O rei Poniatowski pensava que, devido à superioridade numérica russa, a derrota era, no entanto, iminente e que mais poderia ser ganho através de negociações com os russos, com quem esperava que uma nova aliança pudesse ser formada. Embora os eventos subsequentes provassem que ele estava errado, a questão de saber se isso poderia ter sido previsto e evitado através da resistência militar contínua tem sido objeto de muito debate entre os historiadores.
Os militares polacos estavam amplamente insatisfeitos com o cessar-fogo; Kościuszko, o príncipe Poniatowski e muitos outros criticariam a decisão do rei e muitos, incluindo Kościuszko, renunciariam à sua comissão nas próximas semanas. O príncipe Poniatowski chegou a considerar rebelar-se contra as ordens de seu tio, e até emitiu ordens para trazer o rei à força ao acampamento do exército, se necessário, como foi postulado pela facção mais radical. No final das contas, ele decidiu não continuar lutando contra a vontade de seu tio, e a ordem foi rescindida no último momento antes da partida do grupo encarregado de capturar o rei.

## Consequências
A maioria dos historiadores polacos concorda que a capitulação polaca foi um erro tanto do ponto de vista militar como político. No domínio militar, os polacos tinham chances razoáveis de defender a linha do rio Vístula e exaurir as forças invasoras russas. Do ponto de vista político, mostrar vontade de lutar poderia ter persuadido os poderes de partilha de que o seu plano era muito caro.
As esperanças do rei Poniatowski de que a capitulação permitiria encontrar uma solução diplomática aceitável foram logo frustradas. Com novos deputados subornados ou intimidados pelas tropas russas, uma nova sessão do parlamento, conhecida como Grodno Sejm, ocorreu no outono de 1793. Em 23 de novembro de 1793, concluiu as suas deliberações sob coação, anulando a constituição e aderindo à Segunda Partição. A Rússia tomou 250.000km2 do território da Comunidade, enquanto a Prússia ficou com 58.000km2. Este evento reduziu a população da Polónia a um terço do que era antes da Primeira Partição. O estado remanescente foi guarnecido por tropas russas e sua independência foi fortemente restringida.
Este resultado foi uma surpresa para a maioria dos confederados de Targowica, que desejavam apenas restaurar o status quo ante bellum (Liberdades Douradas favoráveis aos magnatas da Comunidade) e esperavam que a derrubada da Constituição de 3 de maio alcançaria esse fim, e nada mais. A última tentativa de restaurar a República reformada veio com a Revolta de Kościuszko em 1794. A revolta falhou e resultou na Terceira Partição em 1795, na qual o país perdeu todos os seus territórios restantes e a Comunidade Polaco-Lituana deixou de existir.